# Steven E. Koonin
 (février 2024).
Le contenu est difficilement compréhensible vu les erreurs de traduction, qui sont peut-être dues à l'utilisation d'un logiciel de traduction automatique.
Steven E. Koonin, né le 12 décembre 1951 à Brooklyn est un physicien théoricien américain et ancien directeur du Center for Urban Science and Progress de l'université de New York. Il est également professeur au Département de génie civil et urbain de la Tandon School of Engineering de cette même université. De 2004 à 2009, Koonin est employé par BP en tant que scientifique en chef de la société pétrolière et gazière, puis de 2009 à 2011, il est sous-secrétaire aux sciences, au département de l'Énergie, dans l'administration Obama. Il est connu pour ses positions niant ou minimisant le changement climatique.

## Biographie
Né à Brooklyn, New York, Koonin obtient son diplôme d'études secondaires à l'âge de 16 ans, puis un baccalauréat ès sciences au California Institute of Technology et un doctorat au Massachusetts Institute of Technology sous la direction d'Arthur Kerman au sein du MIT Center for Theoretical Physics,,. En 1975, Koonin rejoint le California Institute of Technology en tant que professeur adjoint de physique théorique, devenant l'un de leurs plus jeunes de la faculté, et devient provost de l'institut de 1995 à 2004,.
En 2004, Koonin rejoint BP en tant que scientifique en chef, où il est chargé de guider la stratégie technologique à long terme de l'entreprise, en particulier dans les sources d'énergie alternatives et renouvelables. Il est sollicité pour le poste de sous-secrétaire aux sciences au département de l'Énergie par Steven Chu, secrétaire à l'énergie d'Obama, et sert l'administration du 19 mai 2009 au 18 novembre 2011,. Koonin part en novembre 2011 pour un poste à l'Institut d'analyses de la défense .[réf. nécessaire] En 2012, il est nommé directeur fondateur du Center for Urban Science and Progress (en) (CUSP) de l'Université de New York.
Il siège à de nombreux organes consultatifs pour la National Science Foundation, le département de la Défense et le département de l'Énergie et ses divers laboratoires nationaux, tels que le groupe consultatif de défense JASON, qu'il présidera. Les intérêts de recherche de Koonin incluent la physique théorique nucléaire, à plusieurs corps et computationnelle, l'astrophysique nucléaire et la science environnementale mondiale.

## Opinions sur le changement climatique
Koonin s'est publiquement impliqué dans le débat politique sur le changement climatique en commençant par un article d'opinion du Wall Street Journal en 2017, dans lequel il lance l'idée d'un exercice d'équipe rouge / équipe bleue sur la science du climat. En 2018, l'Agence de protection de l'environnement (EPA), sous la direction de Scott Pruitt, propose un débat public sur le changement climatique pour réfuter le Rapport National sur le Climat de 2017 (en). Selon un projet de communiqué de presse édité par Koonin et William Happer, professeur de physique à Princeton et directeur du groupe de réflexion CO2 Coalition, les deux scientifiques étaient en train de prévoir des exercices équipe rouge / équipe bleue pour défier le consensus scientifique sur réchauffement climatique. Néanmoins, le projet n'est jamais publié et les plans ne seront jamais sortis,,.
En 2019, l'administration Trump propose de créer un « Comité présidentiel sur la sécurité climatique » au sein du Conseil de sécurité nationale qui mènerait un examen « contradictoire » du consensus scientifique sur le changement climatique. Koonin participe activement au recrutement d'autres personnes pour faire partie de cet examen. Le comité est par la suite abandonné au profit d'une initiative non « soumise au même niveau de divulgation publique qu'un comité consultatif formel »,,.
En 2021, Koonin publie le livre Unsettled: What Climate Science Tells Us, What It Doesn't, and Why It Matters traduit en français l'année suivante sous le titre  Climat, la part d'incertitude.

### Critique du commentaire duWall Street Journalde Koonin en 2014
Dans un article du magazine Slate, le physicien Raymond Pierrehumbert critique le commentaire de Koonin de 2014 dans le Wall Street Journal, Climate Science Is Not Settled, comme « une litanie d'arguments discrédités » avec « des pépites de vérité... enterrées sous les décombres d'affirmations fausses ou trompeuses du canon standard des climato-sceptiques. »

### Réception du livreClimat, la part d'incertitude
Steven E. Koonin publie en 2021 l'essai Climat, la part d'incertitude, dans lequel il met en cause le discoursselon lui « alarmiste » de la communauté scientifique et des médias au sujet du changement climatique, dont il remet en question l'ampleur et les conséquences. L'ouvrage remporte le succès en librairie mais est vivement critiqué par les chercheurs et journalistes spécialistes du climat pour ses affirmations trompeuses, qui relèvent du déni du changement climatique,,.

## Publications
- (en) Computational Physics: Fortran Version, CRC Press, 2018  (ISBN 9780429973659)
- Climat, la part d'incertitude, L'Artilleur, 2022 ((en) Unsettled: What Climate Science Tells Us, What It Doesn't, and Why It Matters, BenBella Books, 2021)  (ISBN 9781953295248)